# Скрипник Ігор Володимирович
І́гор Володи́мирович Скри́пник (13 листопада 1940, Жмеринка — 2 лютого 2005, Донецьк) — український математик. Академік-секретар відділення математики НАН України, заступник голови Донецького наукового центру, директор Інституту прикладної математики і механіки НАН України, автор праць з питань нелінійного аналізу і диференціальних рівнянь, засновник донецької математичної школи з цих проблем, провідний фахівець у світі в галузі усереднення нелінійних еліптичних і параболічних рівнянь.

## Біографія
І. В. Скрипник народився 13 листопада 1940 року у місті Жмеринка на Вінниччині. Після закінчення середньої школи у 1959 році вступив на механіко-математичний факультет Львівського державного університету імені Івана Франка, який закінчив у 1962 році. У цьому ж році вступив в аспірантуру на кафедру диференціальних рівнянь. З 1967 року працював в Інституті прикладної математики і механіки НАН України в м. Донецьку. Доктор фізико-математичних наук (1974), професор (1977). З 1977 року і до останніх днів життя — директор ІПММ. Одночасно викладав у Донецькому університеті, де з 2000 року до останнього дня свого житті був завідувачем кафедрою диференціальних рівнянь.1 лютого 2005 року, напередодні трагічної смерті, він провів свою останню лекцію з курсу «Теорія нелінійних операторів».

## Наукова діяльність
Керівником І. В. Скрипника був академік Ярослав Лопатинський, семінар з диференціальних рівнянь якого Ігор Володимирович відвідував ще під час навчання у Львівському державному університеті імені Івана Франка. Дисертацію на тему «А-гармонічні форми на ріманових просторах» він захистив 1 червня 1965 року, ще до закінчення терміну навчання в аспірантурі. У львівському університеті Ігор Володимирович працював асистентом, старшим викладачем доцентом протягом 1965—1967 років. В 1967 році він переїхав до Донецька, де в той час працював його вчитель Я. Лопатинський. З 1967 року Ігор Володимирович працював у Інституті прикладної математики і механіки АН УРСР на посаді старшого наукового співробітника. У 1972 році захистив докторську дисертацію: «Нелінійні еліптичні рівняння вищого порядку».
З 1975 по 1977 рік він — заступник директора з наукової роботи, а з вересня 1977 — директор цього інституту.
У 1979 році його обрано членом-кореспондентом АН УРСР, 1985 — дійсним членом Академії наук НАН України. У своїх працях він розвинув топологічні методи досліджень нелінійних еліптичних граничних задач для рівнянь вищих порядків; створив методи побудови асимптотичного розкладу розв'язків нелінійних еліптичних і параболічних задач Діріхле у дрібно перфорованих областях; отримав значні результати в теорії виродження еліптико-параболічних систем.
Всього І. В. Скрипник опублікував близько 170 наукових праць, серед яких 5 монографій.
Плідну наукову роботу він поєднував з активною педагогічною діяльністю у Донецькому національному університеті, в Національному технічному університеті України «КПІ», де очолював кафедри диференціальних рівнянь і математичної фізики. Серед його учнів 3 доктори і 20 кандидатів наук.
Він був організатором і науковим керівником багатьох міжнародних конференцій, зокрема, проведених у Львівському університеті.
І. В. Скрипник був відповідальним редактором збірника «Нелинейные граничные задачи» та «Українського математичного бюлетеня», членом редакційних колегій багатьох вітчизняних та зарубіжних журналів, до 2001 року головою Українського математичного товариства.
Наукові досягнення І. В. Скрипника одержали високу державну і громадську оцінку. Його нагороджено орденами «Дружби народів» (1986 р.) і Ярослава Мудрого V ступеня (2003 р.), удостоєно Державної премії України в галузі науки і техніки (1989 р.), премії імені М. В. Остроградського (1972 р.), премії імені М. М. Крилова (1992 р.) і премії імені М. М. Боголюбова (2000 р.), присвоєно звання «Заслужений діяч науки і техніки України» (1998 р.).